# Бенгальский залив
Бенга́льский зали́в (бенг. বঙ্গোপসাগর, там. வங்காள விரிகுடா, хинди बंगाल की खाड़ी, бирм. ဘင်္ဂလားပင်လယ်အော်, англ. Bay of Bengal) — морской залив, расположенный в северо-восточной части Индийского океана, омывает берега Индии, Бангладеш, Мьянмы и Шри-Ланки. На западе ограничен полуостровом Индостан, на востоке — побережьем Мьянмы и островными дугами Андаманских и Никобарских островов. У северной оконечности залива располагается историческая область Бенгалия (включающая современную Бангладеш и индийский штат Западная Бенгалия), давшая ему название. Является самым большим заливом в мире, его площадь — 2191 тысяча км² (по другим данным 2173 тысячи км²). Наибольшая глубина — 4519 м, средняя — 2600 м.
В Бенгальский залив впадают многие крупные реки — Ганг, Брахмапутра и Мегхна (общий эстуарий), Кришна, Годавари, Кавери, Маханади, Иравади.
На северо-восточном побережье залива, у города Кокс-Базар (Бангладеш) расположен самый протяжённый в мире пляж (120 км).
По гидрологическому, гидрохимическому и прочим параметрам Бенгальский залив относится к морям.

## Этимология
В древних индуистских текстах залив именуется Mahodadhi. На античной карте залив обозначался как Gangeticus Sinus, что в переводе означает «Залив Ганга». Впоследствии залив стал известен под своим современным названием, произошедшим от исторической области Бенгалия, расположенной на его берегах.

## Границы залива
Международная гидрографическая организация определила границы Бенгальского залива следующим образом:
На востоке. Линия, проходящая от мыса Негрейс (16°03’N) в Бирме через наиболее крупные Андаманские острова, проведённая таким образом, что все узкие воды[неизвестный термин] к востоку от островов исключаются из залива, к точке, расположенной на острове Малый Андаман с координатами: широта 10°48’N, долгота 92°24’E и затем вдоль юго-западной границы Бирманского моря [Линия, проходящая от Оеджонг Раджа (5°32′ с. ш. 95°12′ в. д.) на Суматре к Поелое Брас и через западные Никобарские острова к мысу Сэнди Пойнт на острове Малый Андаман, проведённая таким образом, что все узкие воды оказываются в составе Бирманского моря].
На юге. Адамов Мост (между Индией и Шри-Ланкой) и от мыса Дондра Хед (южная точка Шри-Ланки) к Северной точке Поелое Брас на Суматре (5°44′ с. ш. 95°04′ в. д.).

## Катастрофы
6 мая 1902 года здесь произошло одно из крупнейших кораблекрушений XX века: близ Рангуна было застигнуто циклоном и потерпело крушение судно «Каморта» под флагом Великобритании; число погибших составило 655 человек.

## Реки
В залив впадают многие крупные реки Индийского субконтинента, текущие в основном с запада на восток. Наиболее северной из них является Ганг (его главный рукав на территории Бангладеш известен под названием Падма). Однако, в отличие от них река Брахмапутра пересекает Ассам с востока на запад, до поворота на юг, перед впадением в залив, уже на территории Бангладеш, где известна под названием Джамуна. Перед впадением в залив Джамуна соединяется с Падмой и рекой Мегхна. В совместной дельте Ганга, Брахмапутры и Мегхны сформировался крупнейший мангровый лес Сундарбан, расположенный на территории Бангладеш и частично Западной Бенгалии. Брахмапутра протяжённостью 2948 км является 28-й по длине рекой мира берёт начало в Тибете, где известна под названием Цангпо. Река Хугли, другой рукав Ганга, на берегах которого расположена Калькутта, впадает в Бенгальский залив, непосредственно на территории Индии.
Ганг и Брахмапутра ежегодно выносят в залив приблизительно 1000 миллион тонн твёрдых частиц. Наносы этих двух рек сформировали совместную дельту и подводные отложения, протянувшиеся от Бангладеш в направлении экватора толщиной до 16,5 км и содержащую, как минимум, 1130 триллиона тонн седиментов, накапливавшихся на протяжении последних 17 миллионов лет. Бенгальский залив был бы намного глубже, чем сегодня, если бы в него не поступало такое количество седиментов ежегодно. Обе реки ежегодно вносят около 8 % всей органики, поступающей во всемирный океан. Высокое количество органического углерода, поступающего в залив, обусловило наличие в нём богатых запасов нефти и природного газа.
Южнее Бенгалии в залив впадают крупные реки Маханади, Годавари, Кришна и Кавери. Также в залив впадает множество мелких рек. Река Иравади течёт с севера на юг и впадает в Андаманское море Бенгальского залива. В её дельте также имеется крупный мангровый лес.

## Морские порты
На берегах залива расположены некоторые из крупнейших портов мира — порты Читтагонга в Бангладеш и Вишакхапатнама и Ченнаи в Индии. Также крупными портами являются порты Монглы, Калькутты и Янгона, крупнейшего города и бывшей столицы Бирмы.

## Острова
В заливе имеется множество островов, включая Андаманские острова, Никобарские острова и острова Мергуй. Островная группа Чедуба, близ побережья Мьянмы примечательна наличием на них действующих грязевых вулканов. Большой Андаман — главный архипелаг Андаманских островов. Только 37, или 6,5 %, из 572 Андаманских и Никобарских островов обитаемы

## Океанография
Бенгальский залив является окраинным морем Индийского океана.

### Тектоника
Под Бенгальским заливом Индийская плита, являющаяся частью большой Индо-Австралийской плиты, медленно движется на север. Эта плита сталкивается с Бирманской микроплитой в Яванском жёлобе. Никобарские и Андаманские острова — часть Бирманской микроплиты. Индийская плита погружается под Бирманскую микроплиту в районе Яванского жёлоба. Здесь трение двух плит увеличивает давление и температуру, что приводит к образованию вулканов. Азиатское цунами 2004 года стало результатом выброса скопившегося напряжения в зоне субдукции, которое привело к мощному землетрясению и цунами.

### Морская биология
Бенгальский залив является одной из 64 крупнейших морских экосистем мира. Биологическое разнообразие в заливе представлено коралловыми рифами, мангровыми лесами, местами нереста и нагула рыбы, эстуариями рек.
Здесь обитают марлин, барракуда, полосатый тунец, желтопёрый тунец, индо-тихоокеанский горбатый дельфин, кит Брайда и другие виды морских животных. В Бенгальском заливе обитает морская змея Джердона. В созданном на территории Индии морском заповеднике Гахирматха обеспечивается защита мест кладки яиц оливковой морской черепахи.
Большой Никобарский биосферный заповедник обеспечивает защиту многих видов морской фауны, включая гребнистого крокодила, гигантской кожистой черепахи (Dermochelys coriacea) и амбоинской шарнирной черепахи (Cuora amboinensis kamaroma).
Национальный парк Сундарбан обеспечивает защиту мангровых лесов в дельте Ганга

### Физическая океанография — климат Бенгальского залива
С января до октября отмечается движение воздушных масс, сформировавшихся над Бенгальским заливом, в северном направлении, и одновременное их вращение по часовой стрелке, известное как Восточно-Индийское текущее движение. Следствием этого является образование муссонов, движущихся в северо-западном направлении, обрушивающихся к началу мая на Никобарские и Андаманские острова и к концу июня на северо-восточное побережье Индии.
В оставшуюся часть года, отмечается движение воздушных масс против часовой стрелки, эта циркуляцию известна как Восточно-Индийское зимнее струйное движение воздушных масс. Муссоны, сформировавшиеся в период с сентября по декабрь, оказывают существенное влияние на Восточную Индию